# تشارلز بيركلي
تشارلز بيركلي (بالإنجليزية: Charles Berkeley)‏ هو متزلج جماعي أمريكي، ولد في 21 أغسطس 1976 في بيتسفيلد في الولايات المتحدة.

## وصلات خارجية
- تشارلز بيركلي على موقع IBSF (الإنجليزية)
- تشارلز بيركلي على موقع أوليمبيديا (الإنجليزية)